# Sitticus atricapillus
Sitticus atricapillus är en spindelart som först beskrevs av Simon 1882.  Sitticus atricapillus ingår i släktet Sitticus och familjen hoppspindlar. Enligt den finländska rödlistan är arten nära hotad i Finland. Artens livsmiljö är sandstränder vid Östersjön. Inga underarter finns listade i Catalogue of Life.